# Rollhockey-Weltmeisterschaft 2017
Die Rollhockey-Weltmeisterschaft 2017 wird vom 26. August bis zum 10. September 2017 in Nanjing in China stattfinden. Es handelt sich um die 43. Austragung der Rollhockey-Weltmeisterschaft der Männer. Veranstalter ist die Fédération Internationale de Roller Sports.

## Gruppen

### Gruppe A
| Pl.    | Nation      | Sp. | S | U | N | Tore | Diff. | Pkt. |
| ------ | ----------- | --- | - | - | - | ---- | ----- | ---- |
| 1.     | Argentinien |     |   |   |   |      |       |      |
| 2.     | Portugal    |     |   |   |   |      |       |      |
| 3.     | Italien     |     |   |   |   |      |       |      |
| 4.     | Mosambik    |     |   |   |   |      |       |      |
| 5.     | Angola      |     |   |   |   |      |       |      |
| 6.     | Brasilien   |     |   |   |   |      |       |      |
| Stand: |             |     |   |   |   |      |       |      |

### Gruppe B
| Pl.    | Nation      | Sp. | S | U | N | Tore | Diff. | Pkt. |
| ------ | ----------- | --- | - | - | - | ---- | ----- | ---- |
| 1.     | Spanien     |     |   |   |   |      |       |      |
| 2.     | Deutschland |     |   |   |   |      |       |      |
| 3.     | Frankreich  |     |   |   |   |      |       |      |
| 4.     | Chile       |     |   |   |   |      |       |      |
| 5.     | Schweiz     |     |   |   |   |      |       |      |
| 6.     | Österreich  |     |   |   |   |      |       |      |
| Stand: |             |     |   |   |   |      |       |      |